# Liste des aéroports les plus fréquentés en Égypte
Cet article dresse la liste des aérodromes égyptiens les plus fréquentés selon leur statistique de passagers.

## En graphique
Les données sont issues de Wikidata, elle même généralement sourcée par les publications de l'EHCAAN, comme celle-ci.
Pour des raisons techniques, il est temporairement impossible d'afficher le graphique qui aurait dû être présenté ici.

Voir la requête brute et les sources sur Wikidata.

## Liste
| Aéroport                       | Code OACI | Code AITA | Ville                       | Total passagers 2018 |
| ------------------------------ | --------- | --------- | --------------------------- | -------------------- |
| Le Caire                       | HECA      | CAI       | Le Caire                    | 17 546 221           |
| Hurghada                       | HEGN      | HRG       | Hurghada                    | 6 672 681            |
| Charm el-Cheikh                | HESH      | SSH       | Charm el-Cheikh             | 4 734 641            |
| Borg El Arab                   | HEBA      | HBE       | Alexandrie                  | 2 329 157            |
| Marsa Alam                     | HEMA      | RMF       | Marsa Alam                  | 1 491 793            |
| Louxor                         | HELX      | LXR       | Louxor                      | 753 440              |
| Sohag                          | HEMK      | HMB       | Sohag                       | 571 622              |
| Assouan                        | HESN      | ASW       | Assouan                     | 523 163              |
| Assiout                        | HEAT      | ATZ       | Assiout                     | 329 416              |
| Abou Simbel                    | HEBL      | ABS       | Abou Simbel                 | 63 927               |
| Alexandrie-El Nouzha           | HEAX      | ALY       | Alexandrie                  | 43 973               |
| Sharq Al-Owainat (en)          | HEOW      | GSQ       | Sharq Al-Owainat            | 42 344               |
| Port-Saïd                      | HEPS      | PSD       | Port-Saïd                   | 26 902               |
| Marsa Matruh                   | HEMM      | MUH       | Mersa Matruh                | 23 105               |
| Taba                           | HETB      | TCP       | Taba                        | 7 580                |
| el Kharga (en)                 | HEKG      | UVL       | Kharga                      | 7 133                |
| El-Alamein (en)                | HEAL      | DBB       | El-Alamein                  | 2 006                |
| Sainte-Catherine d'Égypte (en) | HESC      | SKV       | Sainte Catherine, Sinaï Sud | 621                  |
| el-Tor/Sinai (en)              | HETR      | ELT       | El-Tor                      | 156                  |
| El-Arich                       | HEAR      | AAC       | Arish                       | 0                    |
| oasis de Dakhla (en)           | HEDK      | DAK       | Ad-Dakhla                   | 0                    |